# Witalij Kim
Witalij Ołeksandrowycz Kim (ukr. Віталій Олександрович Кім; ur. 13 marca 1981 roku w Mikołajowie) – ukraiński samorządowiec, od 2020 roku gubernator obwodu mikołajowskiego.

## Życiorys
Jest synem trenera koszykówki, który był zawodnikiem młodzieżowej reprezentacji ZSRR. Ukończył Gimnazjum nr 2 w Mikołajowie. Uzyskał także licencjat z ekonomii przedsiębiorstw na Narodowym Uniwersytecie Przemysłu Okrętowego im. Admirała Makarowa (ukr. Національний університет кораблебудування імені адмірала Макарова). Na tym samym uniwersytecie rozpoczął także studia podyplomowe z administracji publicznej.
Od 1998 roku pracował jako dyrektor finansowy w różnych przedsiębiorstwach. W 2015 roku został dyrektorem departamentu analitycznego Ministerstwa Polityki Agrarnej Ukrainy. Był także założycielem grupy firm deweloperskich zajmującej się budową osiedli w Mikołajowie.
W wyborach prezydenckich w 2019 roku był wolontariuszem w sztabie Sługi Ludu. W wyborach samorządowych w 2020 roku kandydował do Rady Miasta Mikołajowa z list Sługi Ludu. Kierował także sztabem wyborczym tejże partii. 25 listopada 2020 roku prezydent Wołodymyr Zełenski mianował Kima gubernatorem Mikołajowskiej Obwodowej Administracji Państwowej.

## Odznaczenia i wyróżnienia
- Order Bohdana Chmielnickiego III klasy (2022)[1]

## Życie prywatne
Jest żonaty z Juliją Kim, wraz z którą ma troje dzieci: dwie córki – Jewheniję i Ołeksandrę oraz syna Rusłana. Kim deklaruje znajomość języków obcych: angielskiego, koreańskiego i francuskiego.